# Gare de Montreux-Vieux
Ne doit pas être confondu avec Gare de Montreux.
La gare de Montreux-Vieux est une gare ferroviaire française de la ligne de Paris-Est à Mulhouse-Ville, située à proximité du bourg, sur le territoire de la commune de Montreux-Vieux, dans le département du Haut-Rhin, en région Grand Est.
Mise en service en 1858 par la Compagnie des chemins de fer de l'Est, elle devient une importante gare frontière en 1871 lors de l'annexion de l'Alsace-Lorraine à l'Empire allemand, à la suite de la signature du traité de Francfort. Elle perdit de son importance en raison du retour de la frontière franco-allemande à son tracé d'origine, redevenant une simple gare de passage française.
C'est une halte ferroviaire de la Société nationale des chemins de fer français (SNCF) desservie par des trains TER Grand Est.

## Situation ferroviaire
Établie à 349 mètres d'altitude, la gare de Montreux-Vieux est située au point kilométrique (PK) 456,799 de la ligne de Paris-Est à Mulhouse-Ville, entre les gares de Petit-Croix et de Valdieu (gare fermée).

## Histoire
La station de Montreux-Vieux est mise en service le 15 février 1858 par la Compagnie des chemins de fer de l'Est, lorsqu'elle ouvre à l'exploitation la section de Dannemarie à Belfort de sa ligne de Paris à Mulhouse.
Après la guerre franco-prussienne de 1870, qui se termine par l'armistice de 1871, Montreux-Vieux devient une gare frontalière allemande du fait de la modification des frontières entre la France et l'Empire allemand en conséquence des annexions prévues par le traité de Francfort. La gare, renommée « Altmünsterol », est maintenant gérée par la Direction générale impériale des chemins de fer d'Alsace-Lorraine (EL) qui va créer de nouvelles installations pour satisfaire aux besoins engendrés par sa nouvelle situation. L'ensemble des trains de voyageurs y marque l'arrêt. Elle dispose notamment en plus des employés du chemin de fer, de services de la police des frontières et des douanes, d'un triage et d'importantes installations pour le service des marchandises.

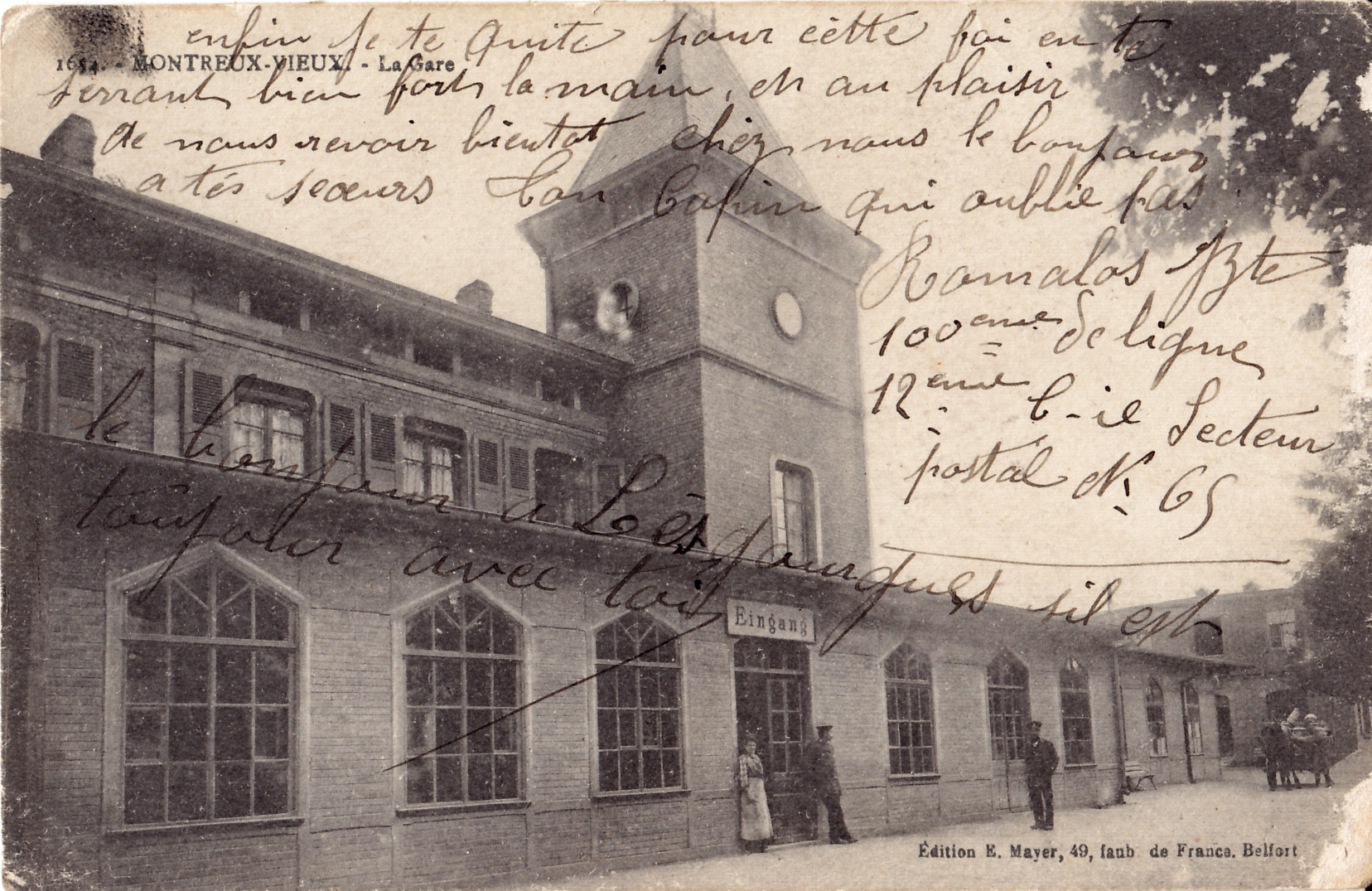
La gare sous l'administration allemande, au début du XXe siècle.

Un imposant bâtiment voyageurs est construit, comprenant notamment un grand hall rectangulaire au rez-de-chaussée avec un auvent de protection du quai et une partie centrale carrée avec un étage utilisé comme logement et une tour avec un étage supplémentaire coiffé par une haute toiture pyramidale. Il fait alors partie d'un ensemble de constructions, dédiées aux chemins de fer, établies en long sur plusieurs centaines de mètres. On y trouve notamment un important buffet et une glacière. Cette évolution des installations ferroviaires va de pair avec l'augmentation de l'importance du bourg qui voit s'installer de nouvelles entreprises et services publics, comme un bains-douches et un bureau de poste. À son apogée, la gare comptait 32 voies.
Avant la Première Guerre mondiale, près de 150 cheminots travaillaient à la gare de Montreux-Vieux.
Au début de la Première Guerre mondiale, le 6 août 1914, l'armée française reprend la gare et en fait l'origine d'une ligne à voie normale qui rejoint la gare de Lauw, pour assurer le ravitaillement de ses troupes.
Après l'armistice de 1918, la gare redevenue officiellement française perd de son importance, en n'étant plus une gare frontière mais une simple gare de passage.
Le 19 juin 1919, la gare entre dans le réseau de l'Administration des chemins de fer d'Alsace et de Lorraine (AL), à la suite de la victoire française lors de la Première Guerre mondiale. Puis, le 1er janvier 1938, cette administration d'État forme avec les autres grandes compagnies la SNCF, qui devient concessionnaire des installations ferroviaires de Montreux-Vieux. Cependant, après l'annexion allemande de l'Alsace-Lorraine, c'est la Deutsche Reichsbahn qui gère la gare pendant la Seconde Guerre mondiale, du 1er juillet 1940 jusqu'à la Libération (en 1944 – 1945). Durant cette période, Montreux-Vieux a vraisemblablement retrouvé son statut de gare frontière.
Montreux-Vieux comportait également un dépôt-relais secondaire.
Au fil des années, les installations sont peu à peu abandonnées et détruites, comme la glacière en 1985, par la SNCF.
En 2010, subsiste l'ancien bâtiment voyageurs qui n'est plus utilisé par la SNCF. La gare est devenue une simple halte sans personnel avec deux quais et abris.
Le 17 septembre 2015, sont inaugurés les nouveaux aménagements de la gare de Montreux-Vieux en présence de Philippe Richert, Président de la région Alsace, André Trabold, Maire de Montreux-Vieux, et Jacques Mazars, Directeur régional de SNCF Mobilités. Ces aménagements comprennent la création d'un abri sur le quai en direction de Mulhouse, l’agrandissement de l'abri sur le quai en direction de Belfort, une nouvelle signalétique, la réfection des quais, l'aménagement d'un abri à vélos, la rénovation de la passerelle et le réaménagement du parvis et des abords de la gare. Les travaux se sont déroulés entre octobre 2014 et juin 2015. Le bâtiment voyageurs appartient désormais à la commune de Montreux-Vieux qui souhaite le réhabiliter et y installer un café-restaurant.

## Frequentation
De 2015 à 2024, selon les estimations de la SNCF, la fréquentation annuelle de la gare s'élève aux nombres indiqués dans le tableau ci-dessous.
| Année     | 2015   | 2016   | 2017   | 2018   | 2019   | 2020   | 2021   | 2022   | 2023   | 2024   |
| --------- | ------ | ------ | ------ | ------ | ------ | ------ | ------ | ------ | ------ | ------ |
| Voyageurs | 67 143 | 69 764 | 80 588 | 77 246 | 80 973 | 56 863 | 61 878 | 72 246 | 82 688 | 81 491 |

## Service des voyageurs

### Accueil
Halte SNCF, c'est un point d'arrêt non géré (PANG) à entrée libre. Elle est équipée d'automates pour l'achat de titres de transport TER. La traversée des voies s'effectue par une passerelle.

### Desserte
Montreux-Vieux est desservie par des trains express régionaux, qui effectuent des missions entre les gares de Belfort et de Mulhouse-Ville. Elle est également desservie par un service de cars TER Grand Est, de la ligne de Belfort à Dannemarie ou Mulhouse.

### Intermodalité
Un parking y est aménagé.

## Patrimoine ferroviaire
Le patrimoine ferroviaire de la gare comprend le bâtiment voyageurs, désormais propriété de la commune, et une ancienne halle à marchandises désaffectée du service.